# Syntelia
Syntelia je rod středně velkých brouků, jediného rodu v čeledi Synteliidae.